# Обершена
Обершена (њем. Oberschöna) општина је у њемачкој савезној држави Саксонија. Једно је од 61 општинског средишта округа Средња Саксонија. Према процјени из 2010. у општини је живјело 3.623 становника. Посједује регионалну шифру (AGS) 14522430.

## Географски и демографски подаци
Обершена се налази у савезној држави Саксонија у округу Средња Саксонија. Општина се налази на надморској висини од 310–470 метара. Површина општине износи 44,2 km². У самом мјесту је, према процјени из 2010. године, живјело 3.623 становника. Просјечна густина становништва износи 82 становника/km².